# Хинин (Япония)
Хинин (яп. 非人) — термин, использовавшийся в Японии периода Эдо для обозначения одной из каст неприкасаемых. Представители этой касты занимались в первую очередь попрошайничеством, а также охотой, рытьём могил, переносом императорских паланкинов, исполнением наказаний или изящными искусствами. В отличие от эта (яп. 穢多), другой касты неприкасаемых, они жили не в изолированных поселениях, а вместе с людьми остальных сословий; статус «хинин» обычно не наследовался, он мог быть дан в наказание за определённые проступки (его получали беглые крестьяне и люди, выжившие после попытки самоубийства на почве несчастной любви) и мог быть снят после достаточного очищения. В некоторых местах к хинин причислялись такие маргинальные группы, как странствующие монахи и ныряльщицы ама.
Хинин находились вне системы си-но-ко-сё, однако одновременно стояли в стороне от горных цыган и подобных низших сословий. Остальные люди обращались к ним по прозвищам, обозначавшим род занятий (например, дворников в Эдо называли словом «сиробэй», хотя в среде хинин у каждого из них было личное имя).

## Этимология
Изначально слово «хинин» не имело дискриминационного подтекста. Оно имеет буддийское происхождение и взято из таких текстов, как Лотосовая сутра и Сёбогэндзо-дзуймонки Догэна (в последнем хининами называются монахи в значении «люди, отдалённые от общества»). Первое применение этого слова относится к 842 году, когда им был назван Татибана-но Хаянари, обвинённый в государственной измене: перед тем, как отправить его в ссылку, император официально лишил его фамилии и титулов, и присвоил новую фамилию Хинин.
Хинином также именовал себя один из влиятельных деятелей буддизма начала периода Камакура — Мёэ, он даже включил это слово в свой титул и стал подписываться как «хинин Кобэн из школы Кэгон» (яп. 華厳高辯非人). Мёэ был известен действиями, направленными на помощь больным, умирающим и мёртвым; он придумывал специальные очистительные молитвы и при их чтении выступал в роли возвращающего чистоту и святость хинина.
Хининами также называли и продолжают называть существ восьми классов (дэвов, нагов, асуров и других).

## История появления
Первые сведения о хинин как о некоей общности людей относятся к началу периода Хэйан (794—1185). Изначально хинин убирали тела умерших животных и исполняли обязанности, связанные с похоронами, а также очищали синтоистские святые места; свой статус они получали добровольно, зачастую для того, чтобы покинуть общество и избавиться от уплаты налогов; среди таких хинин было некоторое число людей, считавшихся святыми. Жёны (вернее, сожительницы, так как хинин было запрещено вступать в законный брак даже с другими хинин, в отличие от эта) и дочери хинин иногда ходили по улицам в шляпах в форме зонтиков, распевая песни под сямисэн; из окон им бросали деньги, благодаря чему за ними закрепилось прозвище «оконные гейши» (яп. 窓芸者 мадо-гэйся); сами нищие-хинин обычно сопровождали попрошайничество пением, танцами, игрой на музыкальных инструментах, предсказаниями, фокусами. В 1710 году актёры кабуки, но и кёгэна были демаргинализованы и выведены из категории хинин, однако другие религиозные и артистические представления (и их исполнители), в частности, дзацугэй (яп. 雑芸, акробатика, магия, марионетки, представления с обезьянами) и дайдогэй (яп. 大道芸, уличные представления) перестали официально считаться религиозными и быстро потеряли культурную ценность.
Многие учёные придерживаются мнения, что изначально хинин считались не отбросами общества, а носителями некоей очищающей силы; впрочем, ко времени средневековья они были понижены в социальном статусе до изгоев. К XII веку кое-где хинин уже были организованной социальной группой, имели вождей (яп. 長吏 тё:ри) и глав (яп. 非人頭 хинин-гасира) (подчинявшихся вождям; в Эдо их было 4, иногда 5), и в XIII—XIV веках представляли вооружённую силу. С течением времени к моменту позднего Средневековья хинин из избегаемых превратились в дискриминируемых. С другой стороны, в Осаке об изгоях не было известно до 1660—1680-х годов.

### Позднее Средневековье
Судя по имеющимся законам 1770-х, 1830-х и 1853 годов, запрещающим эта и хинин появляться на улицах вне своих кварталов и работать на несвойственных им работах, буракумины не были согласны с существующей стратификацией, хотя и предпочитали молчаливое игнорирование законов протестам из-за отсутствия организованного лидерства. Единственный известный пример восстания — волнения, произошедшие в 1855—1856 годах в Бидзэне (Окаяма), когда эта и позже присоединившиеся к ним хинин числом до трёх тысяч выступили против недавно принятых законов, ограничивавших разрешённый цвет одежды изгоев тёмно-синим и тёмно-коричневым. В последние годы правления сёгуната Токугавы также были отмечены протесты против ужесточения законодательства в Мацухиро (Нагано) и Тамбе (предместья Осаки).
После начала правления Бакуфу государственная дискриминация сперва была относительно слаба, но новое правительство с 1715 по 1730 годы приняло ряд законов, которые, во-первых, отделяли изгоев «сэммин» от простых «горожан рёнин», а во-вторых, усиливали стратификацию среди самих сэммин с целью получения вооружённой силы для подавления крестьянских восстаний. Среди прочих мер было перемещение поселений сэммин в центр фермерских, передача сэммин функций исполнителей наказаний и раздача некоторым хинин статуса фермеров (последнее — с целью усилить раздоры между эта и хинин).
В 1800 году в Канто насчитывалось 7720 изгоев: 5664 эта и 1995 хинин; в Эдо насчитывалось 232 домовладений эта и 734 — хинин. В Хиросиме в 1825 году изгои составляли 5 % населения, а столетием раньше — 2 %. Согласно дальнейшим переписям, в 1869 году в Осаке было 395 домов хинин, в 1871 по всей стране насчитали 23 480 хинин, 281 311 эта и 79 095 прочих неприкасаемых.

## Иерархия
В Эдо, Киото и Кокуре эта стояли выше хинин; в Коти и Фукуяме — наоборот, а в Хиросиме эта не было вообще.
Среди хинин также существовала своя иерархия, в частности, выделяли чистильщиков (яп. 清目 киёмэ), диких хинин (яп. 野非人 нохинин) и зарегистрированных хинин (яп. 抱え非人 какаэ-хинин). При этом зарегистрированные хинин должны были охранять город от диких хинин, либо заставлять тех осесть и получить бирку нищего. Дикие хинин обычно были крестьянами, спасавшимися от голода.
В некоторых городах хинин делились на три категории: хинин по рождению, хинин из-за наказания и простые люди, ставшие хинин. В Эдо XVIII века хинин по рождению не могли стать горожанами, однако если статус хинин был получен человеком, рождённым с другим социальным статусом, то его родственники имели право в течение десяти лет подать прошение Дандзаэмону из Асакусы. В других городах любые хинин могли пройти церемонию «омовения ног» (яп. 足洗 асиарай) после того, как найдут себе уважаемого спонсора и заплатят некую сумму денег.

## Внешний вид и быт
Согласно закону, хинин не могли носить шёлка, только хлопок, обязательно стригли волосы, им было запрещено носить обувь, головные уборы и одежду ниже колена, выходить на улицу ночью, они не могли появляться вне своего района; женщинам-хинин запрещалось сбривать брови и чернить зубы, как остальным замужним японкам; лишь вожди-тёрин имели право надевать хаори, но без оби, и не стричь волосы. При первом нарушении правил хинин выносили предупреждение; на второй раз им татуировали плечо, на третий — левое запястье, а на четвёртый — убивали; в 1790 году правила ужесточили, и первый этап исчез. В домах хинин (яп. 小屋 коя) размером восемь дзё (около 350×350 см) была крыша, но не было ни пола, ни перегородок сёдзи. Эдоский Дзэнсити был богатым человеком: он был равен хатамото с содержанием в 3000 коку риса и доходом чуть менее 600 золотых рё; в 1848—1854 годах его власть простиралась на 6000 домовладений. Его дом в начале периода Мэйдзи имел общую площадь в 152 дзё и 14 комнат. В его усадьбе был большой пруд. После реставрации Мэйдзи это здание было отдано под школу; сейчас в нём располагается частная старшая школа Дайто.
Несмотря на богатство, даже самые влиятельные из сэммин за пределами своих районов оставались неприкасаемыми. К примеру, Дандзаэмон любил посещать дорогой ресторан в Эдо, где его кормили в отдельной комнате. Если по какой-либо причине ему приходилось принимать пищу в общем зале, то татами, на котором он сидел, после него заменяли на новый, чтобы не «загрязнить» других гостей.

## Религия
Большинство изгоев к XVIII веку принадлежало к буддийской школе Дзёдо-синсю, и правительство Токугавы выпустило указ о помещении всех храмов дискриминируемых групп под юрисдикцию этой школы. Некоторые монахи считали, что пребывание среди изгоев позволяет ощущать прямое покровительство будд, ками и императора.
Деятели буддизма Мёэ, Эйдзон и ученик Эйдзона Нинсё уделяли много времени помощи хинин и другим отверженным. Эйдзон в 1269 году устроил грандиозную церемонию подаяния милостыни по случаю освящения статуи Манджушри в храме Ханнядзи (яп. 般若寺) на севере Нары. В качестве дарителей участвовало до шести тысяч людей. От двух до трёх тысяч хинин посетило церемонию и последовавшую раздачу риса, соломенных шляп, татами, вееров, сковородок, игл и ниток, а также белой материи. Аналогичная благотворительная акция была проведена Эйдзоном в 1282 году. Помимо этого, Эйдзон стремился организовать хинин, дать им работу и улучшить поведение.
Возле храма возникло поселение хинин, которое стало одним из самых больших и влиятельных в Западной Японии, с ним могло сравниться лишь киотоское Киёмидзудзака (яп. 清水坂). Храм Кофукудзи, родительский для Ханнядзи, выделил хинин некоторые площади в Наре для попрошайничества, что позволило, с одной стороны, получать часть их заработка в виде «налога», а с другой — давал нищим возможность забирать себе в поселение прокажённых.

## Проказа
В Средневековье проказа считалась наказанием за грехи в прошлых жизнях, и прокажённые часто попадали в класс хинин. В литературе периода Камакура (1185—1333) описаны случаи, когда больной вместе с семьёй отправлял главе хинин дары перед тем, как стать одним из них. В период Эдо появилось поверие, что от болезни может избавить паломничество в дом умершего от проказы Като Киёмасы в Кумамото или по 88 храмам Сикоку.

## Эдо
Вождём хинин Эдо, а также всего региона Канто с XVII века был Курума Дзэнсити (яп. 車善七), он жил в Асакусе и подчинялся вождю эта, Дандзаэмону (яп. 弾左衛門). Дандзаэмон происходил из рода Ияно, который c 1590 года проживал в Нэриме, а в 1657 по приказу переселился в Асакусу. В 1722 году Курума Дзэнсити заявил, что у него есть бумага, согласно которой он является главным над всеми хинин и эта. Несмотря на то, что предъявленный "документ" был очевидной подделкой, власти воспользовались ситуацией для укрепления контроля над изгоями, и в продолжение позднего периода сёгуната Токугав хинин оставались под властью Дандзаэмона из Асакусы, хотя контроль Дандзаэмона над эта был более всеобъемлющим, чем над хинин.
Весь город был поделён между группами хинин; помимо общественных работ (правительство нанимало Куруму Дзэнсити на работы, а он отряжал своих подчинённых, позже передавая им в оплату часть денег администрации), они могли также выполнять поручения жителей «своего» района, охранять дома купцов от других хинин, а для поддержания хороших отношений с богатыми нанимателями хинин могли посещать их дома в праздничные дни с поздравлениями.
Иерархия и основные занятия эдоских глав хинин перечислены ниже.
- Курума Дзэнсити: управление всеми хинин города, сбор налогов и распределение денег, полученных от города за работу; контроль хосписов (яп. 溜 тамэ) в Асакусе.
  - Мацуэмон (яп. 松右衛門): заместитель Дзэнсити по хосписам в Синагаве и казням в местам казней в Судзугамори[англ.].
    - Дзиробэй (яп. 次郎兵衛 дзиро:бэй): вопросы, связанные с префектурой[англ.] окрестностей Кёбасигавы[яп.].
    - Синсиро (яп. 新四郎 синсиро:): вопросы, связанные с префектурой окрестностей Ёккаити (Нихомбаси).
    - Тёбэй (яп. 長兵衛 тё:бэй): вопросы, связанные с Тэмматё-роясики[яп.].
    - Дзэндзабуро (яп. 善三郎 дзэндзабуро:): территория Фукагавы до ворот святилища Томиоки Хатимана[англ.]
    - Содзаэмон (яп. 惣左衛門 со:дзаэмон): уборка трупов, казнённых в окрестностях Асадзигахары (яп. 浅茅ヶ原 асадзигахара).
    - Кюбэй (яп. 久兵衛 кю:бэй): окрестности Ёёги[яп.].

Северной частью города управлял Дзэнсити, южной — Мацуэмон, Дзэндзабуро прислуживал Дзэнсити, а Кюбэй — Мацуэмону.

## Исчезновение
После вступления в 1871 году в силу антидискриминационных законов хинин, в отличие от эта, полностью ассимилировались, так как они не были обязаны жить в отдельных кварталах. Дискриминация потомков эта (называемых теперь буракумин) продолжается в современной Японии.